# Ceratolejeunea brasiliensis
Ceratolejeunea brasiliensis là một loài Rêu trong họ Lejeuneaceae. Loài này được (Gottsche) Schiffner mô tả khoa học đầu tiên năm 1913.